# Schaube

Schaube mit weitem, in Falten fallenden Unterteil und Pelzbesatz (1525)

Die Schaube (von arabisch Dschubbe) ist ein weiter, oft glockiger, vorn gänzlich offener, ungegürteter Überrock, der im 15. Jahrhundert aufkam, um den darunter getragenen Scheckenrock sichtbar zu machen. Als Vorläufer der Schaube wird der Tappert betrachtet, der bis ins 16. Jahrhundert getragen wurde.
Die zuerst sehr einfache Form der Schaube war im Lauf der Zeiten mehrfachen Veränderungen unterworfen, welche besonders am Schnitt und Ausputz mit breiten Aufschlägen der sehr weiten Ärmel und des Kragens sowie am Rocksaum hervortraten. Anfänglich reichte die als „Ehrenkleid“ bzw. „Ehrrock“ des Bürgers gegoltene Schaube des begüterten Bürgerstands bis auf die Knie, bei den höchsten Ständen dagegen bis zu den Knöcheln. Ein Pelzbesatz zur Verbrämung wurde sehr bald charakteristisch. Eine Abart der Schaube war die „Hussecken“, ein in Nürnberg sehr gebräuchliches Oberkleid, das mit silbernen Heften vorn geschlossen wurde.
Erst allmählich ging die Schaube auch auf die Frauen über, hier erhielt sie eine schleppenartige Verlängerung. Als Galakleid wurde sie auch bei den Vornehmen im 16. Jahrhundert kürzer, sie bekam gepuffte Unterärmel und offene Oberärmel, bei Gelehrten einen halb hochstehenden Kragen und Goller. Der schaubenartige Überwurf erhielt sich durch das 17. Jahrhundert und auch danach noch als Amtskleid.